# Pycnothele singularis
Espèce
Synonymes
- Androthelopsis singularis Mello-Leitão, 1934

Pycnothele singularis est une espèce d'araignées mygalomorphes de la famille des Pycnothelidae.

## Distribution
Cette espèce est endémique de l'État de São Paulo au Brésil,.

## Description
Le mâle holotype mesure 20 mm.
Le mâle décrit par Passanha, Indicatti, Brescovit et Lucas en 2014 mesure 17,36 mm et la femelle 26,00 mm.

## Publication originale
- Mello-Leitão, 1934 : Tres aranhas novas nas collecções do Instituto Butantan. Memórias do Instituto Butantan, vol. 8, p. 401-407.